# Matriu d'intercanvi
En matemàtiques, especialment en àlgebra lineal, la matriu d'intercanvi és un cas especial de matriu de permutació, en què els elements 1 resideixen a la contradiagonal i tots els altres elements són zero. En altres paraules, és una versió amb les files inverses o les columnes inverses de la matriu identitat.
{\displaystyle J_{2}={\begin{pmatrix}0&1\\1&0\end{pmatrix}};\quad J_{3}={\begin{pmatrix}0&0&1\\0&1&0\\1&0&0\end{pmatrix}};\quad J_{n}={\begin{pmatrix}0&0&\cdots &0&0&1\\0&0&\cdots &0&1&0\\0&0&\cdots &1&0&0\\\vdots &\vdots &&\vdots &\vdots &\vdots \\0&1&\cdots &0&0&0\\1&0&\cdots &0&0&0\end{pmatrix}}.}

## Definició
Si J és una matriu d'intercanvi n×n, aleshores els elements de J es defineixen de manera que:
{\displaystyle J_{i,j}={\begin{cases}1,&j=n-i\\0,&j\neq n-i\\\end{cases}}}

## Propietats
- JT = J.
- Jn = I per n parell; Jn = J per n imparell, on n és qualsevol íntegre. Així doncs, J és una matriu involutòria; és a dir, J−1 = J.[1]
- La traça de J és 1 si n is imparell, i 0 si n és parell.

## Relacions
- Es diu que qualsevol matriu A que satisfaci la condició AJ = JA és centrosimètrica.
- Es diu que qualsevol matriu A que satisfaci la condició AJ = JAT és persimètrica.